# Joseph L. Walsh
Pour les articles homonymes, voir Walsh.
Joseph Leonard "Joe" Walsh (21 septembre 1895 – 6 décembre 1973) est un mathématicien américain qui a travaillé principalement dans le domaine de l'analyse. La Fonction de Walsh et le code de Walsh–Hadamard sont nommés d'après lui. Le théorème de coïncidence de Grace–Walsh–Szegő est important dans l'étude de la localisation des zéros de polynômes,.

## Carrière
Il est devenu membre de l'Académie nationale des sciences américaine en 1936 et il a présidé de 1949 à 1951 l'American Mathematical Society. Au total, il a publié 279 articles (recherche et autres) et sept livres, et il a supervisé 31 étudiants de doctorat, dont Joseph Leo Doob.
Pour la majeure partie de sa carrière professionnelle, il a étudié et travaillé à l'Université Harvard. Il a obtenu un B. Sc. en 1916 puis un Doctorat en 1920. Le conseiller de sa thèse de doctorat, intitulée On the Location of the Roots of the Jacobian of Two Binary Forms, est Maxime Bôcher. Il a commencé à travailler comme professeur à Harvard, puis est devenu professeur titulaire en 1935. Avec deux bourses d'études, il a pu étudier à Paris, sous la direction de Paul Montel (1920-21) et à Munich sous celle de Constantin Carathéodory (1925-26). De 1937 à 1942, il a servi en tant que président de son département à l'université Harvard. Au cours de la seconde Guerre mondiale, il a servi comme officier dans la marine américaine et a été promu au grade de capitaine juste après la fin de la guerre. Après sa retraite de l'université de Harvard en 1966, il accepte un poste à l'Université du Maryland, où il a continué à travailler jusqu'à quelques mois avant sa mort.
Il a été orateur invité au congrès international des mathématiciens en 1920 à Strasbourg.

## Travaux

### Articles
- « Notes on the location of the critical points of Green's function », Bull. Amer. Math. Soc., vol. 39, no 10,‎ 1936, p. 775–782 (DOI 10.1090/S0002-9904-1933-05736-1)
- avec Theodore Motzkin: « On the derivative of a polynomial and Chebyshev approximation », Proc. Amer. Math. Soc., vol. 4, no 1,‎ 1953, p. 76–87 (DOI 10.1090/s0002-9939-1953-0060640-x)
- avec J. P. Evans: « On the location of the zeros of certain orthogonal functions », Proc. Amer. Math. Soc., vol. 7, no 6,‎ 1956, p. 1085–1090 (DOI 10.1090/s0002-9939-1956-0083550-3)
- avec Lawrence Rosenfeld: « On the boundary behavior of a conformal map », Trans. Amer. Math. Soc., vol. 81, no 1,‎ 1956, p. 49–73 (DOI 10.1090/s0002-9947-1956-0076037-x)
- « A generalization of Fejér's principle concerning the zeros of extremal polynomials », Proc. Amer. Math. Soc., vol. 14, no 1,‎ 1963, p. 44–57 (DOI 10.1090/s0002-9939-1963-0150270-x)
- avec J. H. Ahlberg & E. N. Nilson: « Fundamental properties of generalized splines », Proc Natl Acad Sci U S A, vol. 52, no 6,‎ 1964, p. 1412–1419 (PMID 16591239, PMCID 300461, DOI 10.1073/pnas.52.6.1412)
- avec J. H. Ahlberg & E. N. Nilson: « Convergence properties of generalized splines », Proc Natl Acad Sci U S A, vol. 54, no 2,‎ 1965, p. 344–350 (PMID 16591293, PMCID 219666, DOI 10.1073/pnas.54.2.344)
- avec J. H. Ahlberg & E. N. Nilson: « Complex cubic splines », Trans. Amer. Math. Soc., vol. 129, no 3,‎ 1967, p. 391–413 (DOI 10.1090/s0002-9947-1967-0217484-x)

### Livres
- Interpolation and Approximation by rational functions in the complex domain, AMS Colloque Publications 1935[4], 5ème édition. 1969
- The Location of critical points of analytic and harmonic functions, AMS Colloque Publications 1950
- avec John Harold Ahlberg, Edwin Norman Nilson: The theory of Splines and their Applications, Academic Press 1967,  (ISBN 0-12-044750-9)